# 米卡足球俱乐部
米卡足球俱乐部（英語：Football Club Mika），亚美尼亚首都埃里温市的一个足球俱乐部，球隊已在2016年解散。

## 球會荣誉
- 亞美尼亞獨立盃

 冠軍： (6) 2000, 2001, 2003, 2005, 2006, 2011
- 亞美尼亞超級盃

 冠軍： (2) 2005, 2012